# Leutersdorf (Türingia)
Leutersdorf település Németországban, azon belül Türingiában. Lakosainak száma 204 fő (2023. december 31.).

## Népesség
A település népességének változása:
| Lakosok száma | 231  | 227  | 214  | 210  | 204  |
|               | 2017 | 2019 | 2021 | 2022 | 2023 |